# Richard Zeckwer
Richard Zeckwer (* 30. April 1850 in Stendal; † 30. Dezember 1922 in Philadelphia) war ein US-amerikanischer Komponist deutscher Herkunft.
Zeckwer studierte am Leipziger Konservatorium. 1870 ließ er sich in Philadelphia als Organist und Musiklehrer nieder. Von 1876 bis 1917 leitete er die Philadelphia Musical Academy. Er komponierte zwei Ouvertüren, ein Streichquartett, eine Violin- und vier Klaviersonaten, Klavierstücke und Lieder. Auch sein Sohn Camille Zeckwer wurde als Komponist bekannt.